# 응강게 음붐베 니암비
응강게 음붐베 니암비(N'Gangue M'voumbe Niambi, 1644년 2월 29일 ~ 1689년 12월 15일)는 17세기 시대 로앙고 군주국 총수상(총리)을 지낸 전력이 있는 로앙고 군주국 제17대 군왕이었다.

## 생애

### 로앙고 귀족 출신이며 콩고 왕국과 인척을 맺은 로앙고 군주국 총수상
로앙고 부알리의 귀족 출신이었던 그는 두 살 시절이던 1646년, 여섯 살 위의 친누나가 당시 콩고 왕국 군왕 겸 로앙고 군주국 군왕 가르시아 2세의 왕자 안토니오와 결혼하며 콩고 왕국과 직계 인척의 연을 맺었고 1655년 키토나 출신의 2년 연하녀와 결혼하였다. 그로부터 5년 후 1660년 12월 23일, 윗사돈 가르시아 2세 군왕이 붕어하며 자형 안토니우 왕태자가 보위에 등극하자 안토니우 군왕의 처남이며 어느덧 이미 기혼이었던 그는 3년 후가 지난 1663년 3월 1일을 기하여 자형(매형) 안토니우 1세로부터 로앙고 군주국 총수상(총리, prime minister)에 임명되었다.

### 로앙고 총수상 시절 자형에게 로앙고 군왕 선위를 받아 겸직 군왕 연합 시대 종식
그러나 자형 안토니우 1세 콩고 왕국 군왕 겸 로앙고 군주국 군왕이 재위 치세 중 로앙고 군주국의 실정 정국을 견디지 못한 채 1665년 1월 23일을 기하여 당시 로앙고 군주국 총수상이었던 자신에게 로앙고 군주국 군왕 보위를 선위하고 콩고 왕국 군왕 보위만을 유임하면서 이처럼 자형 안토니오 1세에게 로앙고 군주국 군왕 보위를 선위받은 그는 로앙고 군주국 총수상에서 제17대 로앙고 군주국 군왕 보위에 즉위하였다. 이로써 로앙고 군주국은 로앙고 총수상에 불과하였던 그가 로앙고 역대 군왕 사상 최초 콩고 왕실 외척 귀족(콩고 비왕실 방통 귀족) 총수상 출신으로 제17대 로앙고 군주국 군왕 보위에 즉위하며 콩고 왕국 군왕의 로앙고 군주국 군왕 겸직 시대가 약 115년 여만에 종결되는 기록을 양산하였다. 그리고 그 이후부터 1883년 로앙고 군주국이 멸망할 때까지 니암비 제17대 로앙고 군왕의 직계 후손들에게 로앙고 군주국 군왕 보위가 대대손손으로 세습되었다.
1665년 1월 23일을 기하여 제17대 로앙고 군주국 군왕 보위에 즉위한 그는 군왕 보위 등극한지도 1개월이 지난 1665년 2월 3일을 기하여 슬하 3남 3녀 중 장남(長男, 첫째딸이 맏아이이기에 남매 관계 순서로는 둘째)에게 왕태자 책봉을 하였다.

## 사망
그는 로앙고 군왕 보위에 등극한지 24년 이후 1689년 12월 15일을 기하여 향년 45세로 붕어(병사)하였다.

## 친인척 관계
- 자형: 안토니우 1세 콩고 왕국 군왕
- 윗사돈: 가르시아 2세 콩고 왕국 군왕